# Ischnosoma vicinum
Ischnosoma vicinum (лат.) — вид жуков-стафилинид рода Ischnosoma из подсемейства Mycetoporinae.

## Распространение
Китай (Yunnan).

## Описание
Мелкие коротконадкрылые жуки. Длина тела от 5,0 до 5,8 мм. Усики около 2 мм. Ширина головы от 0,65 до 0,73 мм. Основная окраска черно-коричневая (ноги светлее, желтовато-коричневые). Ischnosoma vicinum сходен с видом Ischnosoma farkaci из видовой группы I. pictum species group. Вид был впервые описан в 2016 году чешским энтомологом Matúš Kocian (Department of Ecology, Faculty of Environmental Sciences, Чешский агротехнический университет, Прага, Чехия) и Michael Schülke (Музей естествознания, Leibniz Institute for Research on Evolution and Biodiversity при Берлинском университете имени Гумбольдта, Берлин, Германия).